# Rubus pekinensis
Rubus pekinensis är en rosväxtart som beskrevs av Wilhelm Olbers Focke. Rubus pekinensis ingår i släktet rubusar, och familjen rosväxter. Inga underarter finns listade i Catalogue of Life.